# Zottiger Drüsling
Der Zottige Drüsling (Exidia candida, Syn.: Exidia villosa) ist eine Pilzart der Tremellomycetes aus der Familie der Ohrlappenpilzverwandten (Auriculariaceae). Seine hellen, graugelblichen Fruchtkörper wachsen in Gruppen und verschmelzen miteinander zu einem dichten Teppich. Sie erscheinen auf abgestorbenen, zu Boden gefallenen Laubbaumästen, wo sie Weißfäule hervorrufen.

## Merkmale

### Makroskopische Merkmale
Der Zottige Drüsling bildet gallertartige, halbtransparente kissen- oder polsterförmige Fruchtkörper aus. Sie wachsen, wie auch bei vielen anderen Drüslingen, in dichten Gruppen und verschmelzen schnell zu einem geschlossenen, bis zu 20 cm langen und 2 cm dicken Überzug. Ihr Rand ist zäh gallertartig und weist lange Wimpern auf. Das auf der Oberseite der Basidiocarpien gelegene Hymenium ist hellgrau, blassocker oder gelbweißlich, eine Epihymenialmembran fehlt. Junge Exemplare weisen zahlreiche Drüsenwarzen auf, bei alten Pilzen sind diese dagegen nur spärlich vorhanden.

### Mikroskopische Merkmale
Das Hyphensystem des Zottigen Drüslings ist wie bei allen Drüslingen monomitisch, besteht also nur aus generativen Hyphen. Diese sind zylindrisch, hyalin bis bräunlich und in gelatinöse Matrix eingebettet. Die Basidien sind vierzellig und eiförmig-ellipsoid. Zystidenähnliche Zellen kommen häufig vor. Die Sporen sind inamyloid, zylindrisch bis teilweise deutlich gebogen und 9–15 × 3–5 µm groß.

## Verbreitung
Der Zottige Drüsling wurde bislang in Europa und Nordamerika nachgewiesen. In Europa beschränken sich die Fundorte auf Mitteleuropa (Deutschland und Schweiz) und Nordeuropa (Schweden). Die Art gilt in ihrem gesamten Verbreitungsgebiet als sehr selten.

## Ökologie
Wie auch andere Drüslinge ist der Zottige Drüsling ein Saprobiont. Er besiedelt ausschließlich Totholz von Laubbäumen, wo er das Lignin abbaut und so Weißfäule hervorruft. Als Substrat dienen ihm in der Regel herabgefallene, auf dem Boden liegende Äste. Er wächst bevorzugt auf Ästen der Winter-Linde, allerdings auch auf dem Holz anderer Laubbäume wie Erlen, Birken oder Haseln.

## Systematik
Exidia villosa wurde 1935 von Walther Neuhoff aus Ostpreußen beschrieben und wurde lange als Art mit ausschließlich europäischem Verbreitungsgebiet betrachtet. Phylogenetische Untersuchungen aus dem Jahr 2018 zeigten, dass die Art identisch mit dem 1916 aus den USA beschriebenen Taxon Exidia candida ist, von dem es sich auch morphologisch nicht unterscheidet. Da Exidia candida der ältere Name ist, ist dieser zu priorisieren.
Der ebenfalls 1935 von Seth Lundell und Walther Neuhoff als Exidia cartilaginea beschriebene Knorpelige Drüsling unterscheidet sich genetisch ebenfalls nicht von Exidia candida, allerdings morphologisch unter anderem durch dunklere, robustere Fruchtkörper mit Epihymenialmembran und breitere Sporen, weshalb sie als Exidia candida var. cartilaginea in den Rang einer Varietät gestellt wurde.

## Artabgrenzung
Der Weißliche Drüsling (Exidia thuretiana) ist meist völlig weiß und hat deutlich größere Sporen. Myxarium cinnamomescens und Myxarium hyalinum bilden kleinere und dünnere Fruchtkörper aus, außerdem haben sie wie alle Arten der Gattung gestielte Basidien.